# Anglikanizm
Anglikanizm – jedna z gałęzi chrześcijaństwa, która powstała w okresie reformacji w Anglii w XVI wieku. Anglikanizm uznawany jest za drogę pośrednią pomiędzy tradycją protestancką a katolicką.

## Historia

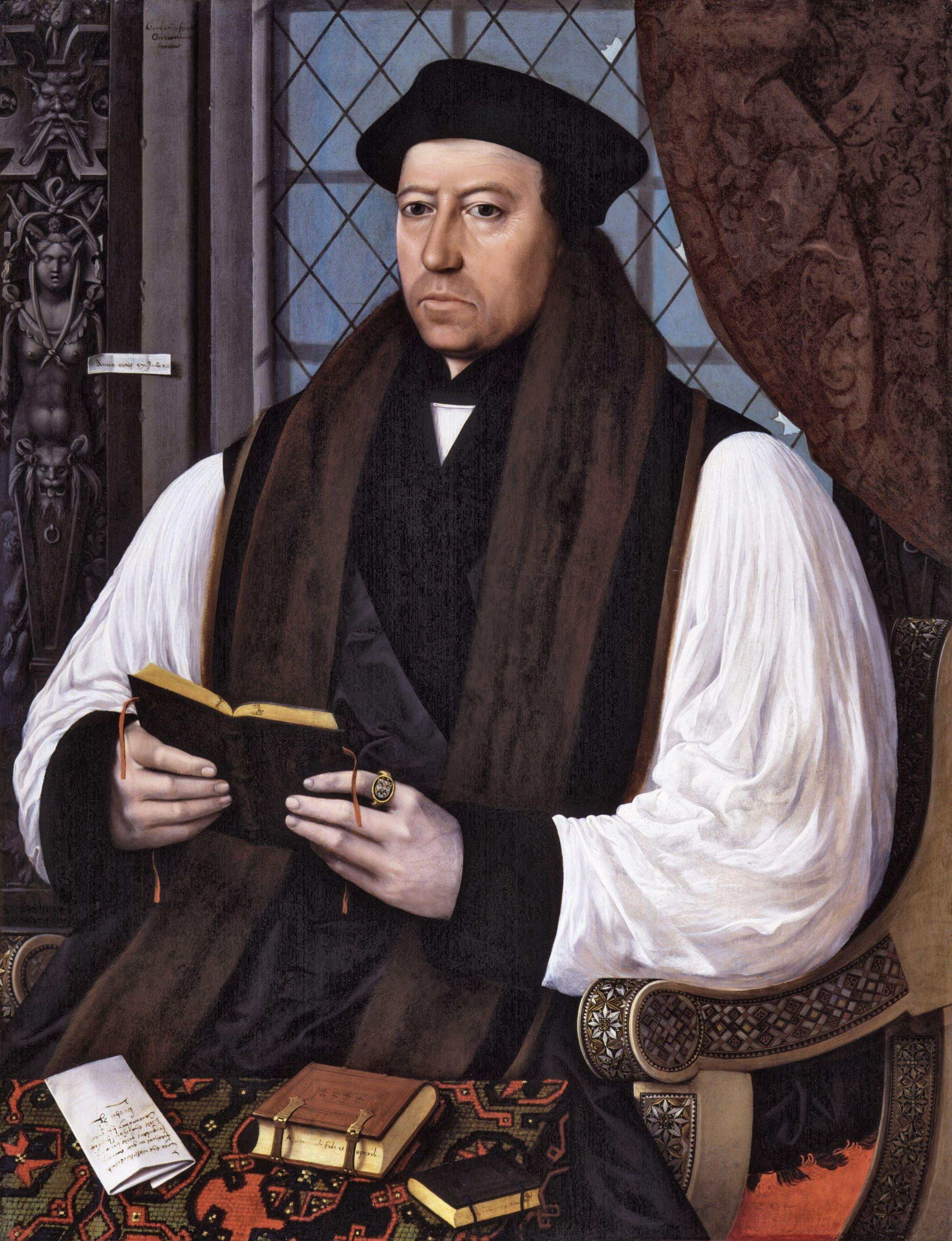
Tomasz Cranmer

Henryk VIII Tudor do końca życia pozostał przeciwnikiem reformacji (za swoje pisma w obronie papiestwa otrzymał z rąk papieża tytuł Fidei defensor (obrońcy wiary)). Brak męskiego potomka w małżeństwie z Katarzyną Aragońską skłonił monarchę do wystąpienia u papieża o stwierdzenie nieważności małżeństwa. Prośba spotkała się z odmową papieża, reperkusją czego było zerwanie przez Henryka VIII Tudora kontaktów dyplomatycznych i kościelnych ze Stolicą Apostolską. W 1534 roku za zgodą parlamentu i prymasa Anglii Thomasa Cranmera ogłoszono niezależność Kościoła Anglii od Rzymu. Akt supremacji, naśladując tytulaturę papieską, ogłosił króla Anglii „jedyną i najważniejszą głową na Ziemi Kościoła angielskiego” (łac. Ecclesia Anglicana). Jego następcy nie noszą już jednak tego tytułu. W rozumieniu anglikanów głową Kościoła jest tylko Jezus Chrystus. Nie ma nikogo, kto mógłby nazwać siebie „głową Kościoła anglikańskiego” już tylko z tego powodu, że nie ma jednego Kościoła anglikańskiego, lecz 38 autokefalicznych Kościołów. Jednym z nich – najstarszym – jest Kościół Anglii. Papież Klemens VII ekskomunikował króla, ale część społeczeństwa angielskiego, w tym część episkopatu i kleru, poparła reformy i uznała króla za zwierzchnika Kościoła. Przeciwnicy zostali poddani prześladowaniom, w tym wielu zamordowano, m.in. kanclerza Anglii i filozofa Tomasza More'a oraz biskupa Rochester kardynała Jana Fishera (obaj później kanonizowani – w tym również w Kościele anglikańskim, który odcina się od tego, co robił Henryk VIII).
W 1536 wybuchło powstanie, nazwane Pielgrzymką Łaski, w proteście przeciwko rozwiązywaniu i niszczeniu klasztorów katolickich. Powodem powstania było również niezadowolenie ludności, głównie chłopskiej, z rozłamu w Kościele katolickim dokonanego przez króla. W zrywie wzięli udział również wysoko urodzeni, np. baron Thomas Darcy czy baron John Hussey. Powstanie ogarnęło niemal całą północną Anglię i liczyło ok. 40 tysięcy uczestników. Pielgrzymka Łaski zakończyła się złożeniem przez Henryka VIII obietnic, których król później nie dotrzymał. W kolejnym roku zduszono ponowne powstanie.
Początkowo Akt supremacji nie miał implikacji teologicznych, ale reformy Henryka VIII Tudora utorowały drogę do Anglii pismom luterańskim i kalwińskim. Dzięki temu po śmierci Henryka VIII przy udziale Tomasza Cranmera z różnych tradycji opracowano oryginalną teologię, zawartą w Modlitewniku Powszechnym (Book of Common Prayer). Nie odrzucono katolickiej Tradycji ani dogmatu o zbawieniu wyłącznie w Kościele. Przyjęto doktrynę Lutra o usprawiedliwieniu przez wiarę oraz elementy teologii Jana Kalwina (nacisk na Bożą suwerenność, pojęcie wyboru – bez przyjmowania kalwinistycznej doktryny o predestynacji podwójnej jako obowiązującej). Opublikowano nowy przekład Biblii w języku angielskim. Jednocześnie rozwiązano klasztory, skonfiskowano majątki kościelne i zniesiono obowiązkowy celibat księży.
Po śmierci Edwarda VI Tudora (jedynego syna Henryka VIII Tudora z prawego łoża) na tron wstąpiła córka Henryka VIII Tudora i Katarzyny Aragońskiej, Maria I Tudor, która postanowiła przywrócić katolicyzm w Anglii. Następczyni Marii I Tudor, Elżbieta I Tudor, przywróciła niezależność Kościoła Anglii, ogłaszając 39 artykułów wiary. Stanowią one do dziś kanon dogmatyczny anglikanizmu. Elżbieta I wydała w 1559 tzw. Akt o Zwierzchnictwie (ang. Act of Supremacy), który nakazywał wszystkim urzędnikom złożenie przysięgi, uznającej królewską zwierzchność nad kościołem. W przeciwnym razie mogło im grozić oskarżenie o zdradę i egzekucja. Katolicy nie uznawali praw Elżbiety I do korony, co spowodowało długi okres ich prześladowania.
Tym samym Henryk VIII, wbrew wielu fałszywym opiniom, nie założył Kościoła anglikańskiego, ale jego działalność utorowała drogę reformacji, która została przeprowadzona dopiero po jego śmierci. Anglikanie odcinają się od Henryka VIII i nie uważają go za założyciela swojego Kościoła, o czym świadczy np. brak wspomnienia króla w kalendarzu liturgicznym oraz uznawanie ludzi, którzy zostali straceni z jego rozkazu, za świętych.

## Doktryna

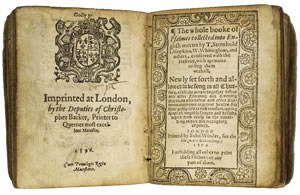
Anglikański modlitewnik liturgiczny z 1596

- Podano do wierzenia, że źródłem objawienia i najwyższym autorytetem jest Biblia interpretowana w oparciu o Tradycję, w świetle rozumu danego człowiekowi przez Stwórcę. Uznano dogmaty czterech pierwszych soborów ekumenicznych. Tradycyjne stanowisko konfesyjne wyraża 39 artykułów.
- Uznano realną obecność Jezusa Chrystusa w Eucharystii, podkreślając nadrzędne działanie Ducha Świętego podczas konsekracji chleba i wina.
- Przyjęto zasadę usprawiedliwienia przez wiarę oraz wyboru człowieka przez Boga, kładąc nacisk na pracę człowieka nad sobą, wolną wolę i łaskę uświęcającą.
- Odrzucono zwierzchnictwo jurysdykcyjne papieża (obecnie około 100 wspólnot uznaje zwierzchnictwo papieża jako głowy Kościoła).
- Zachowano hierarchiczny (episkopalny) ustrój Kościoła z nienaruszoną według Kościoła Anglii sukcesją apostolską, co neguje Kościół rzymskokatolicki[2].
- Potwierdzono przywilej króla w zakresie wyznaczania biskupów (faktycznie wykonywany przez premiera).
- Zastrzeżono wyłączne prawo duchownych wyświęcanych przez biskupów do udzielania sakramentów, odprawiania nabożeństw i głoszenia kazań (kaznodziejstwo).
- Odrzucono celibat.
- Zlikwidowano klasztory, jednakże w czasach współczesnych nastąpił powrót do organizowania anglikańskich wspólnot zakonnych.

Doktrynę anglikańską cechuje eklektyzm, czerpiący z katolicyzmu rzymskiego i protestantyzmu. Zdaniem biskupa kościoła episkopalnego Pierre Whalona: Anglikanizm jest podstawowym sposobem bycia chrześcijaninem, a nie ideologią. Stara się dać wierzącym konieczne minimum, którego potrzebuje każdy, aby podążać za Chrystusem. Nie rościmy sobie pretensji do posiadania pełni wiary, której nikt inny nie posiada. Mogę delektować się całym chrześcijaństwem: reformowanym, prawosławnym i rzymskim, będąc w swoim Kościele. Co jednak najważniejsze, mogę „z bojaźnią i drżeniem zabiegać o moje zbawienie”, jak pisze Paweł w Liście do Filipian (por. Flp 2,12).
Ponieważ anglikanizm łączy w sobie cechy katolicyzmu z protestantyzmem, zrodziła się wątpliwość co do sposobu rozumienia święceń wyższych, a także intencji szafarza święceń, co znalazło wyraz w liście apostolskim Leona XIII Apostolicae curae, w którym papież stwierdził nieważność święceń wyższych w Kościele anglikańskim i przerwanie sukcesji apostolskiej.

## Wspólnota anglikańska
Kościół Anglii (Church of England) jest Kościołem państwowym. Najwyższą władzę zwierzchnią z prawem mianowania biskupów sprawuje król lub królowa. Władzę ustawodawczą sprawuje Synod Generalny (General Synod). Kościół składa się z 42 diecezji i diecezji europejskiej, do której należy kapelania warszawska (sprawująca opiekę głównie nad przebywającymi w Polsce Anglikami i Amerykanami).
Anglikanizm w pewien sposób łączy w sobie cechy katolicyzmu (podkreślanie roli hierarchii i tradycji) z protestanckimi (podkreślenie nadrzędnej roli Biblii jako pierwszej i głównej reguły wiary). Bywa określany jako „droga środka” (łac. via media) między katolicyzmem rzymskim a protestantyzmem.
Wewnątrz Kościoła anglikańskiego od XIX wieku wyróżnia się konserwatywny, zbliżony do rzymskiego katolicyzmu i kultywujący liturgię High Church, bardziej ludowy i bliższy kalwinizmowi Low Church oraz liberalny Broad Church.
Od 1931 roku pomiędzy Kościołami Starokatolickimi Unii Utrechckiej a Kościołami anglikańskimi istnieje pełna interkomunia, wyrażająca się w obustronnym uznaniu ważności święceń kapłańskich (diakonatu, prezbiteriatu i episkopatu) oraz wspólnej celebracji liturgii.
Obecnie Wspólnotę Anglikańską tworzy Kościół Anglii, Kościół Irlandii, Kościół Episkopalny w USA (który w styczniu 2016 roku, po spotkaniu Prymasów Wspólnoty Anglikańskiej w Canterbury, został zawieszony w prawach na okres 3 lat za zmianę kanonu małżeństwa i rozszerzenie go na związki jednopłciowe) oraz szereg niezależnych kościołów (największe w dawnych koloniach brytyjskich). Co 10 lat kościoły należące do Wspólnoty spotykają się na konferencjach w Lambeth. Tradycyjny prymat we Wspólnocie należy do arcybiskupa Canterbury, „prymasa całej Anglii”. Obecnie Wspólnota przeżywa rozłam na tle stosunku do homoseksualizmu (kontrowersyjne ordynowanie w Kościele Episkopalnym homoseksualisty V. Gene’a Robinsona na biskupa New Hampshire). Innym źródłem napięć jest ordynowanie kobiet, które spowodowało przejście pewnej liczby kapłanów na katolicyzm. Stolica Apostolska powołała dla kwestionujących te rozwiązania anglikanów ordynariat personalny.
Wspólnota Anglikańska szacuje, że przynależy do niej ok. 78 mln osób. Dla ok. 15 milionów wiernych należących do Kościoła Anglii zwierzchnikiem kościoła jest król Karol III. Dla innych wyznawców anglikanizmu nie pełni on żadnych funkcji religijnych, za głowę kościoła uznają oni arcybiskupa Justina Welby – prymasa Anglii (z tym, że niektóre wspólnoty uznają go tylko za zwierzchnika honorowego).

## Kontrowersje

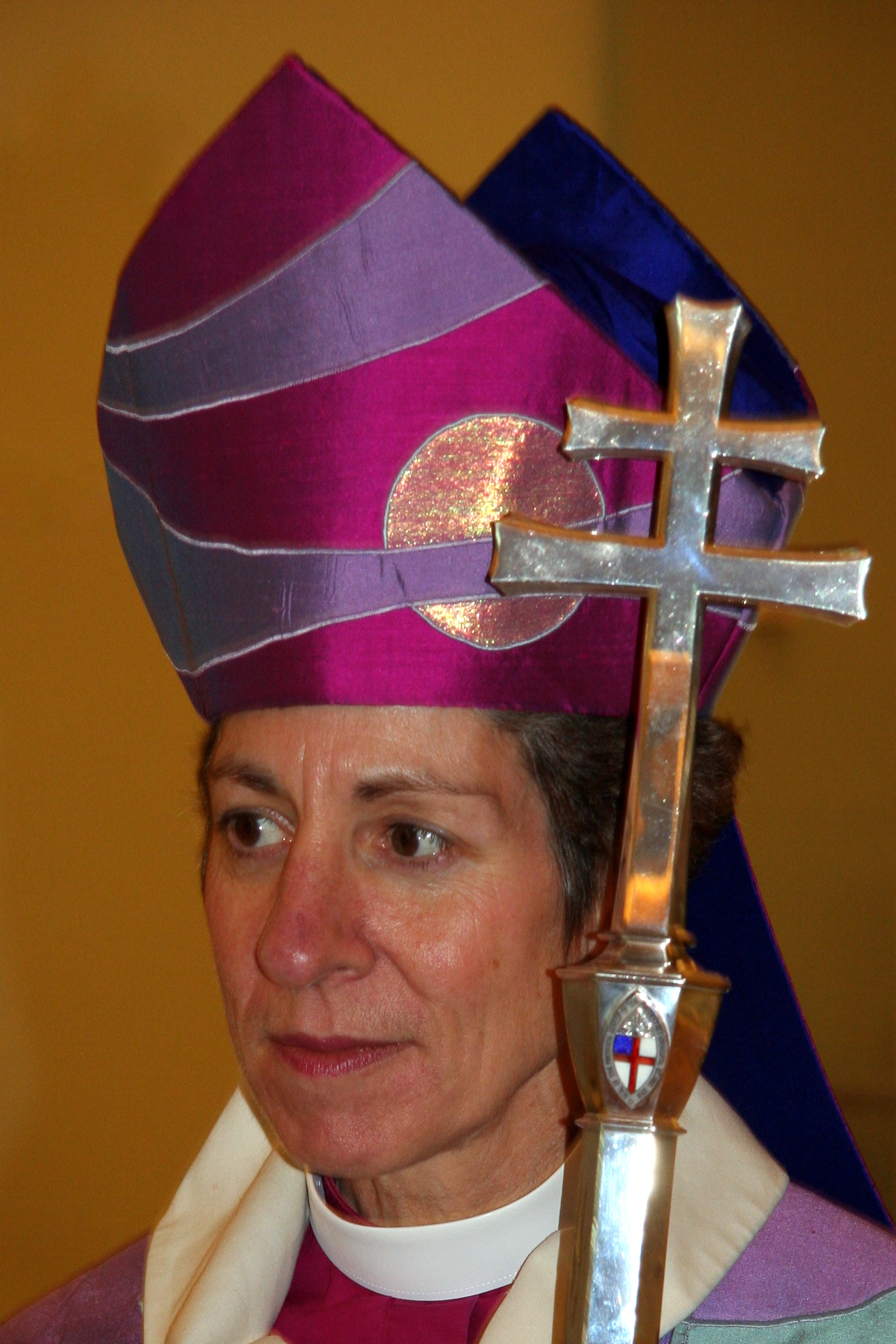
Katharine Jefferts Schori, prymas Kościoła Episkopalnego w Stanach Zjednoczonych (2006-2015)

Spory i rozłamy wśród anglikanów, jak i samych duchownych tej wspólnoty, wzbudzają kwestie udzielanych święceń kapłańskich i biskupich kobietom, małżeństw homoseksualnych i możliwość bycia przez te osoby kapłanami, a nawet biskupami. Konflikty pojawiają się także na tle sensu istnienia zakonów czy celibatu. W wyniku tych kontrowersji doszło do rozłamu w północnoamerykańskim anglikanizmie i powstania Kościoła Anglikańskiego w Ameryce Północnej, którego pierwszym arcybiskupem został Robert Duncan. Konserwatywni anglikanie założyli też na konferencji GAFCON w Jerozolimie Wspólnotę Anglikanów Wyznających. Około 100 wspólnot anglikańskich (m.in. ruch oksfordzki) uznaje zwierzchnictwo papieża jako głowy Kościoła, przez co często określani są mianem anglokatolików.

## Anglokatolicyzm
4 listopada 2009 roku została wydana przez papieża Benedykta XVI konstytucja apostolska Anglicanorum coetibus, będąca odpowiedzią na list 50 biskupów i ponad 100 wspólnot anglikańskich nieuznających m.in. kapłaństwa kobiet, sprzeciwiających się udzielaniu parom homoseksualnym sakramentu małżeństwa i chcących podlegać zwierzchnictwu Stolicy Apostolskiej oraz uznających papieża jako głowę Kościoła. Dokument ten zatwierdza przyjęcie do Kościoła katolickiego części wspólnot anglikańskich oraz zakłada ich odrębność jurysdykcyjną. Konstytucja przewiduje możliwość posiadania żon przez duchownych anglikańskich. Jednak biskupem nie będzie mógł zostać żaden żonaty duchowny. Pierwszym ordynariatem personalnym został erygowany Ordynariat Personalny Matki Bożej z Walsingham.
Na zbliżenie ze Stolicą Apostolską i łączność z papieżem nie zgadza się liberalne skrzydło anglikańskie, które ostro krytykuje głowę Kościoła rzymskokatolickiego za ułatwianie przechodzenia duchownym i wiernym skrzydła konserwatywnego na katolicyzm.
Niektóre wspólnoty anglikańskie sprzeciwiały się beatyfikacji i kanonizacji kard. Johna Henry’ego Newmana – konwertyty, który przeszedł na katolicyzm.